# ネオバズ
『ネオバズ』（neobuzz）は、テレビ朝日で2020年10月27日（26日深夜）から2023年9月30日まで放送されていたバラエティ放送枠。全番組がABEMAとの共同制作となる。正式名称は『ネオバズ!～BUZZる!ネオバラ～』であり、『ネオバズ!』や『ネオバズ!!』の表記も見られる。

## 概要
深夜枠「ネオバラ」のコンセプトを受け継ぎ、「テレビとネットでバズらせる」ことをコンセプトに設定された新しいバラエティ枠。月曜から金曜まで5つの番組は、いずれも毎月第4週に放送。各番組はそれぞれの形でABEMAでも放送とは別途、連動して配信する。
“バズらせる”を合言葉に深夜に新たなバラエティー番組枠が誕生し、秋元康企画、さらに豪華MC陣で送る挑戦的な新番組が月1レギュラーになり、ABEMAとの共同制作により新たな価値を創り出す、挑戦的な5つのバラエティー番組を放送。企画・プロデュースは秋元康。
『川柳居酒屋なつみ』を除いて、基本は関東ローカル（ローカルセールス枠）番組として放送。
放送開始前には、「みえる」をベースとした直前特番『みえる“ネオバズ”スタートSP』を2020年10月24日（土曜日）23:00 - 24:00に放送。
2023年9月に土曜版の『しくじり先生 俺みたいになるな!!』を除く全ての番組が終了し、残った『しくじり先生』からも『ネオバズ』の表記が消え、廃枠となった。後番組はドラマ再放送やテレビ朝日公式YouTubeチャンネルと連携した番組を放送する『tver asahi』。

## 放送時間
- 毎月第4週火曜～金曜 0:20 - 1:20（月～木曜深夜）[4]
- 毎月第4週土曜 0:50 - 1:20（金曜深夜）

## 終了時点での番組
- 毎月第4週火曜（月曜深夜）
  - 2022年5月以降は月替わり枠
- 毎月第4週水曜（火曜深夜）『マッドマックスTV』（2020年10月28日 - 2023年9月27日）
  - MC：ニューヨーク（嶋佐和也・屋敷裕政）、森田哲矢（さらば青春の光）
  - 2021年3月24日放送分まではテレビ生放送終了後、1:20 - 1:50はABEMAで限定企画を生配信していた。同年4月28日放送分以降は番組自体が事前収録になった為[5]、放送当日の午後2時頃にそれらをABEMAで纏めて配信する様になった。
  - 2021年10月よりMCをかまいたちからニューヨークと森田哲矢（さらば青春の光）へと変更[6]。
- 毎月第4週木曜（水曜深夜）『恋するアテンダー』（2021年11月17日- 2023年9月28日）[7]
  - MC：YOU、小籔千豊
  - 第1 - 第3週はABEMAで配信（水曜21:00開始）[7]
- 毎月第4週金曜（木曜深夜）『ヒロミ・指原の“恋のお世話始めました”』（2020年10月30日 - 2023年9月29日）
  - MC：ヒロミ、指原莉乃
  - 第1 - 第3週・第5週はABEMAで配信。
- 毎月第4週土曜（金曜深夜）『しくじり先生 俺みたいになるな!!』（2021年10月30日 - 2023年9月30日）[8]
  - 担任：若林正恭（オードリー） / 生徒：吉村崇（平成ノブシコブシ）、澤部佑（ハライチ）
  - 2021年9月まで火曜0:15 - 0:45（月曜深夜）で放送していた。
  - 第1 - 第3週・第5週はABEMAで配信。

## 過去の番組
- 毎月第4週火曜（月曜深夜）『スポテイナーJAPAN』（2020年10月27日 -  2021年3月23日）
  - 番組オーガナイザー：AYA
  - 放送後、ABEMAで限定版（マイナーリーグ戦）を配信。
- 毎月第4週火曜（月曜深夜）『ビビらせ邸』（2021年4月26日 - 7月20日）[9]
- 毎月第4週火曜（月曜深夜）『チョコプラCUP』（2021年8月24日 - 2022年4月26日）[10]
  - MC：チョコレートプラネット（長田庄平・松尾駿）、松村沙友理
  - 第1回放送分は0:55 - 1:55に放送[10]。
- 第4週火曜（月曜深夜）『バカ桁TV』（2022年5月24日）[11]
  - MC：錦鯉（長谷川雅紀・渡辺隆）、マヂカルラブリー（野田クリスタル・村上）
- 第4週火曜（月曜深夜）『チョコプラインタビュー』（2022年6月28日）[12]
  - MC：チョコレートプラネット（長田庄平・松尾駿）、林美桜
- 第4週火曜（月曜深夜）『チョコブラ』（2022年7月26日）
  - MC：チョコレートプラネット（長田庄平・松尾駿）
- 第4週火曜（月曜深夜）『ベストきっとTV』（2022年8月23日）[13]
  - MC：錦鯉（長谷川雅紀・渡辺隆）、マヂカルラブリー（野田クリスタル・村上）
- 第4週火曜（月曜深夜）『チョコプラカウント』（2022年9月20日）
  - MC：チョコレートプラネット（長田庄平・松尾駿）
- 第4週火曜（月曜深夜）『オズモグランキング』（2022年10月18日、2023年1月24日）[14]
  - MC：オズワルド、ランジャタイ、モグライダー
- 第4週火曜（月曜深夜）『オッカネーゼ 〜お金の使い道がないオンナたち〜』（2022年11月15日）[15]
  - MC：磯野貴理子、浜口京子、中村静香、柏木由紀（AKB48）
- 毎月第4週木曜（水曜深夜）『みえる』（2020年10月29日 - 2021年9月30日）
  - MC：東野幸治、佐々木久美（日向坂46）
  - 第1 - 第3週はABEMAで配信。
- 毎月第4週木曜（水曜深夜）『2分59秒』（2021年10月28日 - 2022年10月20日）[16]
  - MC：千原ジュニア（千原兄弟）、佐々木久美（日向坂46）
  - 第1 - 第3週・第5週はABEMAで配信。
- 毎月第4週土曜（金曜深夜）『川柳居酒屋なつみ』（2020年10月31日 - 2021年9月25日）[8]
  - 川柳居酒屋の女将：宇賀なつみ / たまに来る常連客：尾上松也
  - 2020年9月までは水曜 1:56 - 2:21（火曜深夜）で放送していた。
  - 第1 - 第3週はABEMAで配信。